# Paul Lei Shiyin

Bischofswappen von Paul Lei Shiyin

Paul Lei Shiyin (chinesisch 雷世銀; * 1963 in der Volksrepublik China) ist ein chinesischer Geistlicher und römisch-katholischer Bischof von Leshan.

## Leben
Paul Lei Shiyin empfing am 30. November 1991 das Sakrament der Priesterweihe.
Am 18. März 2010 wurde er durch die Chinesische Katholisch-Patriotische Vereinigung zum Bischof von Leshan ernannt. Paul Lei Shiyin empfing am 29. Juni 2011 die Bischofsweihe. Papst Franziskus erkannte die Ernennung am 22. September 2018 an.